# Херкул буба
Херкул буба (Dynastes hercules) је врста буба носорога пореклом из прашума Централне Америке, Јужне Америке и Малих Антила. То је најдужа постојећа врста буба на свету, а такође је и један од највећих летећих инсеката на свету.

## Етимологија
Dynastes hercules је познат по својој огромној снази и добио је име по Херкулу, јунаку класичне митологије који је познат по својој великој снази.

## Таксономија
Dynastes hercules има сложену таксономску историју и био је познат по неколико синонима. Налази се у потпородици Dynastinae (буба носорога) у већој породици Балегари (опште позната као скарабеј). Не рачунајући подврсте D. hercules, седам других врста је препознато у роду Dynastes.

### Подврсте
Именовано је неколико подврста D. hercules   мада још увек постоји одређена несигурност у погледу валидности именованих таксона. 
- - Dynastes hercules ecuatorianus Ohaus, 1913
  - Dynastes hercules hercules (Linnaeus, 1758)
  - Dynastes hercules lichyi Lachaume, 1985
  - Dynastes hercules morishimai Nagai, 2002
  - Dynastes hercules occidentalis Lachaume, 1985
  - Dynastes hercules paschoali Grossi & Arnaud, 1993
  - Dynastes hercules reidi Chalumeau, 1977  (= baudrii Pinchon, 1976)
  - Dynastes hercules septentrionalis Lachaume, 1985  (= tuxtlaensis Moron, 1993)
  - Dynastes hercules takakuwai Nagai, 2002
  - Dynastes hercules trinidadensis Chalumeau & Reid, 1995 (= bleuzeni Silvestre and Dechambre, 1995)

## Опис
Величина одрасле јединке (не укључујући грудни рог) варира између 50 и 85 мм по дужини и 29 и 42 мм по ширини. Мужјаци херкул буба могу досећи и до 173 мм по дужини (укључујући рог), што их чини најдужом врстом буба на свету, ако су чељусти и/или рогови укључени у мерење.  Величина рога је природно променљива, више него било која варијација величине ногу, крила или укупне величине тела у врстама. Ова варијабилност је резултат развојних механизама који се подударају са генетском предиспозицијом у односу на исхрану, стрес, изложеност паразитима и/или физиолошка стања.
Херкул буба је изразито полно диморфична, само мужјаци показују карактеристичне рогове (један на глави, а знатно већи на протораксу). Тело мужјака је црно са изузетком покрилаца која могу имати нијансе маслинасто-зелене. Имају црни шав са ретко распоређеним црним тачкама другде на покрилцима. Они имају благо преливајућу боју покрилаца, која варира у боји међу врстама и на њу може утицати влажност локалног окружења у којем се развијају.  При ниској влажности, покрилца су маслинасто-зелене или жуте боје, али при већој влажности потамне до црне боје услед промене рефракције светлости.

Женке врсте херкул буба имају пробушена покрилца која су обично потпуно црна, али понекад имају задњу четвртину покрилаца обојену на исти начин као и мужјаци.
- Женка
- Мужјак
- Илустрација херкул бубе из The Naturalist's Miscellany (1789-1813), Џорџ Шоу (1751—1813).

## Распрострањеност и станиште
Популације херкул бубе могу се наћи од јужног Мексика до Боливије у планинским и низинским кишним шумама. Познате популације укључују Мале Антиле, Тринидад и Тобаго, Бразил, Еквадор, Колумбију и Перу. Хромозомска анализа је показала да род Dynastes у ствари потиче из Јужне Америке.

## Животни циклус
О животном циклусу у дивљини не зна се много, али много је доказа стечено посматрањем популација узгојених у заточеништву. Сезона парења одраслих обично се јавља током кишне сезоне (од јула до децембра). Женке имају просечан период гестације од 30 дана од копулације до полагања јаја, а могу положити и до 100 јаја на земљу или на мртво дрво. Инкубација јаја траје отприлике 27,7 дана пре него што се излегу. Када се излегне, стадијум ларве херкул бубе може трајати до две године, при чему ће проћи кроз 3 фазе метаморфозе, познате и као стадијуми. Ларве имају жуто тело са црном главом. Ларве могу нарасти до 11 cm дужине и тежине веће од 100 грама. У лабораторијским условима на 25 ± 1 °C, прва фаза у просеку траје 50 дана, друга фаза у просеку 56 дана, а трећа у просеку 450 дана. Након трећег стадијума, стадијум лутке траје око 32 дана, где ће прећи у одраслу особу. Одрасле бубе могу да живе три до шест месеци у заточеништву.

## Исхрана и понашање

### Исхрана
Ларве херкул бубе су сапроксилофаге, што значи да се хране трулим дрветом; бораве у истом током своје двогодишње развојне фазе.  Одрасла херкул буба храни се свежим и трулим плодовима.  Запажено је да се хране у заточеништву бресквама, крушкама, јабукама и грожђем. 

### Понашање
Унутар матичних станишта кишних шума, одрасле бубе, које су ноћне, хране се воћем ноћу, а дању се крију или укопавају у испод лишћа. Одрасле бубе способне су да стварају звук „брујања“, који настаје стридулацијом трбуха према покрилцима како би послужио као упозорење предаторима.  Као и већина инсеката, комуникација унутар врсте мешавина је хеморецепције, вида и механичке перцепције. Експерименти на бубама показали су да ће се мужјак смештен у близини женке одмах оријентисати према њој и тражити је, сугеришући хемијску комуникацију путем снажних сексуалних феромона.

### Борбено понашање међу мушкарцима
Запажено је и у дивљим стаништима и у заточеништву да ће се мужјак херкул бубе упустити у борбу како би стекао посед и права на парење над женком. Мужјаци херкул буба обично користе своје велике рогове за решавање спорова око парења; ове туче могу нанети значајна физичка оштећења борцима, али такође могу укључити и могуће оштећење женке у процесу. Током борби, мужјаци покушавају да ухвате и закаче супарника између цефалних и грудних рогова како би их подигли и бацили. Успешан мужјак добија права на парење са женком, мада су бубе и даље полигинандрозне.

### Физичка снага
Извештаји сугеришу да је херкул буба способна да носи и до 850 пута већу тежину од своје телесне масе. Стварна мерења на много мањој (и релативно јачој: види закон квадратне коцке ) врсти буба носорога показују носивост само до 100 пута већу од њихове телесне масе, при чему се једва крећу.

## Однос према људима
Херкул бубе не утичу негативно на људске активности, било као пољопривредне штеточине или вектор болести. Бубе се могу држати као кућни љубимци.

## Однос према животној средини
Херкул бубе благотворно доприносе екосистему кишних шума, првенствено током фазе ларве у којој су сапроксилофаги. Храњење трулим дрветом помаже биоразградњи и кружењу хранљивих материја у животној средини.